# Kalé
I kalé sono una delle etnie della  popolazione romaní che, così come i rom e i sinti, lasciarono l'India all'inizio dell'XI secolo per giungere in Asia Minore alla fine dello stesso secolo e quindi nei secoli successivi migrare attraverso l'Impero Bizantino in Europa.
La prima notizia che si ha dei gitani in Spagna - di etnia kalé - risale al 1415, quando attraversarono i Pirenei e si stanziarono nella penisola iberica.
Nel XV secolo furono espulsi dalla Spagna arabi ed ebrei, tuttavia la persecuzione non si estese ai kalé, che erano cristiani e che non rappresentavano una minaccia per la politica della Reconquista, non detenendo alcun potere politico o economico e non essendosi mai schierati a favore degli arabi. 
Vivono principalmente nella penisola iberica e sono suddivisi in sottogruppi in base al territorio in cui vivono (catalani, andalusi, portoghesi).